# Кулик Павло Петрович
Павло Петрович Кулик (14 січня 1918, Краматорськ — 7 червня 1985, Київ) — радянський офіцер, Герой Радянського Союзу, в роки німецько-радянської війни командир батареї 88-ї гаубичної артилерійської бригади 13-ї артилерійської дивізії 7-го артилерійського корпусу прориву 27-ї армії Воронезького фронту, капітан.

## Біографія
Народився 14 січня 1918 року в місті Краматорську (нині Донецької області) в родині робітника. Українець. Член ВКП(б) з 1943 року. У 1936 році закінчив 10 класів у місті Костянтинівці Донецької області України.
У Червоній Армії з 1936 року. У 1939 році закінчив Ленінградське артилерійське училище, а в 1943 році — курси удосконалення командного складу в Хабаровську. У боях німецько-радянської війни з травня 1943 року. Воював на Воронезькому фронті. Брав участь у боях під Орлом, у прориві ворожої оборони на Білгородському напрямі, у відвоюванні Лівобережної України.
Відзначився 1—12 жовтня 1943 року при форсуванні Дніпра і в запеклих боях з утримання плацдарму біля села Григорівка Канівського району Черкаської області. Вогнем батареї придушив ворожі вогневі точки і забезпечив переправу стрілецьких підрозділів. 3 жовтня 1943 року П. П. Кулик прийняв командування дивізіоном на себе і до 12 жовтня відбив кілька контратак противника.
Указом Президії Верховної Ради СРСР від 9 лютого 1944 року за зразкове виконання бойових завдань командування на фронті боротьби з німецько-фашистськими загарбниками і проявлені при цьому мужність і героїзм капітану Павлу Петровичу Кулику присвоєно звання Героя Радянського Союзу з врученням ордена Леніна і медалі «Золота Зірка» (№ 2549).
Потім брав участь у відвоюванні Києва, Правобережної України, визволенні Румунії, Польщі, Чехословаччини.

Могила Павла Кулика

Після закінчення війни продовжив службу в лавах Збройних сил СРСР. У 1954 році закінчив курси удосконалення офіцерського складу в Ленінграді. З 1960 року полковник П. П. Кулик — в запасі. Жив у Києві. Працював начальником відділу кадрів одного з заводів. Обирався секретарем партійної організації. Помер 7 червня 1985 року. Похований у Києві на Міському кладовищі «Берківці».

## Нагороди
Нагороджений орденом Леніна, двома орденами Червоного Прапора, орденами Вітчизняної війни 1-го ступеня, Червоної Зірки, медалями.